# Hagop Pakradounian
Hagop Pakradounian (né à Beyrouth le 3 juillet 1956) est un homme politique libanais d’origine arménienne.
Diplômé en sciences politiques à l’Université Américaine de Beyrouth (AUB), il est membre du conseil politique du parti Dashnak (Tachnag). Candidat aux élections législatives de 2000 au poste de député arménien orthodoxe de Beyrouth, il échoue comme tous les autres candidats de sa liste, dirigée par l’ancien Premier ministre Salim El-Hoss, face aux candidats soutenus par Rafiq Hariri.
En 2005, il est élu député arménien orthodoxe du Metn sur la liste d’alliance entre le Courant patriotique libre du général Michel Aoun, le Dashnak (Tachnag) et l'ancien vice-premier ministre Michel Murr. Il est depuis ces élections membre du Bloc de la réforme et du changement dirigé par Aoun ainsi que de la commission parlementaire de l’environnement.
Le 7 juin 2009, il est réélu député arménien orthodoxe du Metn sur la liste du Bloc de la réforme et du changement.

Cursus Professionnel
- Proviseur du lycée arménien Soren Khanamérian de 1980 à 2000
- Proviseur du lycée arménien Livonne et Sofia Hagobian de 2000 à 2005

Cursus politique
- 1986 : Membre de la commission centrale et du bureau politique du parti Tachnag
- Il a pris part au congrès pour l’unification des parlements arabes et des parlements internationaux
- Membre du conseil supérieur des Arméniens au Liban
- Il a pris part à de nombreux congrès sur la loi électorale et des partis politiques en Jordanie et au Maroc.
- 2005 : Elu député dans le Metn pour le siège arménien orthodoxe
- Membre de la commission des affaires étrangères et du comité environnemental
- Membre des commissions d’amitié libano-britannique, libano-suédoise, libano-iranienne et libano-arménienne
- 2009 : Réélu député dans le Metn pour le siège arménien orthodoxe